# Syscenus infelix
Syscenus infelix là một loài chân đều trong họ Aegidae. Loài này được Harger miêu tả khoa học năm 1880.